# Localhost
Localhost, 127.0.0.1 – nazwa hosta/adres IPv4 komputera lokalnego. Komunikacja z adresem 127.0.0.1 oznacza wymianę informacji wewnątrz danego hosta.
Zgodnie z RFC 3330 ↓ komunikacja w jednym komputerze możliwa jest poprzez adresy mieszczące się w puli 127.0.0.0/8. Oznacza to, że jeżeli wystąpi odwołanie do adresu 127.x.x.x, gdzie za x podstawi się liczby od 0 do 255 (1 do 255 w przypadku ostatniego bajtu), to zawsze odnosi się ono do hosta lokalnego. Odpowiada to masce podsieci 255.0.0.0. Jednak nie wszystkie systemy operacyjne obsługują całą pulę adresów (ponad 16 milionów) jako localhost.
W przypadku protokołu IPv6 adres komputera lokalnego ma postać ::1. Zgodnie z RFC 3513 ↓ urządzeniu lokalnemu (localhost) opowiada zakres adresów ::1/128, czyli wyłącznie jeden adres.
Loopback to wirtualne urządzenie sieciowe, które ma tylko jedno wejście. Często przypisuje się do niego adres 127.0.0.1. W systemie operacyjnym loopback zasadniczo nie różni się od rzeczywistego urządzenia sieciowego (np. karty sieciowej). Dziś wiele aplikacji wymaga obsługi protokołu IPv4 i urządzenia typu loopback nawet wtedy, jeżeli fizyczna sieć IPv4 nie jest dostępna i nie byłaby wykorzystywana. Poszczególne programy wykorzystują techniki sieciowe do wymiany informacji w jednej maszynie bez stosowania takich urządzeń jak np. modem.
Uruchomienie polecenia ping komendą:
```
ping 127.0.0.1
```

lub
```
ping localhost
```

powinno w spolszczonym systemie Windows dać zbliżoną odpowiedź:
```
Odpowiedź z 127.0.0.1: bajtów=32 czas<1 ms TTL=128
Odpowiedź z 127.0.0.1: bajtów=32 czas<1 ms TTL=128
Odpowiedź z 127.0.0.1: bajtów=32 czas<1 ms TTL=128
Odpowiedź z 127.0.0.1: bajtów=32 czas<1 ms TTL=128

 

Statystyka badania ping dla 127.0.0.1:
    Pakiety: Wysłane = 4, Odebrane = 4, Utracone = 0 (0% straty),
Szacunkowy czas błądzenia pakietów w millisekundach:
    Minimum = 0 ms, Maksimum = 0 ms, Czas średni = 0 ms
```

lub
```
Odpowiedź z ::1: czas<1 ms
Odpowiedź z ::1: czas<1 ms
Odpowiedź z ::1: czas<1 ms
Odpowiedź z ::1: czas<1 ms

 

Statystyka badania ping dla ::1:
    Pakiety: Wysłane = 4, Odebrane = 4, Utracone = 0 (0% straty),
Szacunkowy czas błądzenia pakietów w millisekundach:
    Minimum = 0 ms, Maksimum = 0 ms, Czas średni = 0 ms
```

a w systemie Linux:
```
PING 127.0.0.1 (127.0.0.1) 56(84) bytes of data.
64 bytes from 127.0.0.1: icmp_seq=1 ttl=64 time=0.219 ms
64 bytes from 127.0.0.1: icmp_seq=2 ttl=64 time=0.159 ms
64 bytes from 127.0.0.1: icmp_seq=3 ttl=64 time=0.159 ms
 
--- 127.0.0.1 ping statistics ---
3 packets transmitted, 3 received, 0% packet loss, time 1998ms
rtt min/avg/max/mdev = 0.159/0.179/0.219/0.028 ms
```

jeżeli tylko w systemie działa urządzenie sieciowe loopback z aktywnym protokołem IPv4/IPv6.
Brak odpowiedzi oznacza zwykle problem w konfiguracji sieciowej systemu.
W Linuksie i Uniksach urządzenie loopback ma zwykle nazwę lo. Jego obecność można stwierdzić, korzystając z ip addr dzięki wpisaniu polecenia:
```
ip addr show dev lo
```

Odpowiedź może wyglądać następująco:
```
1: lo: <LOOPBACK,UP,LOWER_UP> mtu 65536 qdisc noqueue state UNKNOWN
    link/loopback 00:00:00:00:00:00 brd 00:00:00:00:00:00
    inet 127.0.0.1/8 scope host lo
    inet6 ::1/128 scope host
       valid_lft forever preferred_lft forever
```